# Berend IJzerman
Berend Jan IJzerman (Kampen,14 januari 1911  - Zwolle, 31 maart 1945) was een Nederlandse verzetsheld.
Op 11 januari 1911 werd Berend Jan IJzerman geboren als oudste zoon van Willem IJzerman en Femmigje Smit. Hij werd vernoemd naar zijn grootvader. Hij groeide op in Kampen. Zijn dienstplicht vervulde hij in Harderwijk. Hij was afdelingschef bij de emaillefabriek in Kampen en gaf les als dansleraar. In 1937 trouwde hij met Gerritdina Hanekamp.

## Verzet
In september 1944 werd de fabriek gesloten en zouden de werknemers voor de Duitsers aan het werk worden gezet. Zo moesten onder andere loopgraven en verdedigingswerken worden aangelegd. IJzerman weigerde dit aanvankelijk, maar besloot om het uiteindelijk toch te doen. Na zijn werk tekende hij dit in kaarten, die hij via een tussenpersoon doorgaf aan Johannes Muller.  

## Arrestatie en executie
Op 26 februari 1945 werd Berend Jan IJzerman gearresteerd nadat hij verraden was. Johannes Muller werd ook gearresteerd. Na gevangenname werden de mannen ondervraagd door de SD.
Als represaille voor een sabotageactie werden Wilhelmus van Dijk, Hermanus Bosch, Willem Sebel, Johannes Muller en IJzerman op 31 maart 1945 uit het Zwolse Huis van Bewaring gehaald, afgevoerd naar de Meppelerstraatweg en aldaar door een vuurpeloton gefusilleerd. Enkele kinderen waren ooggetuige van dit afschuwelijke gebeuren. De lijken moesten een halve dag blijven liggen als afschrikwekkend voorbeeld voor de Zwolse bevolking. 

## Herinnering

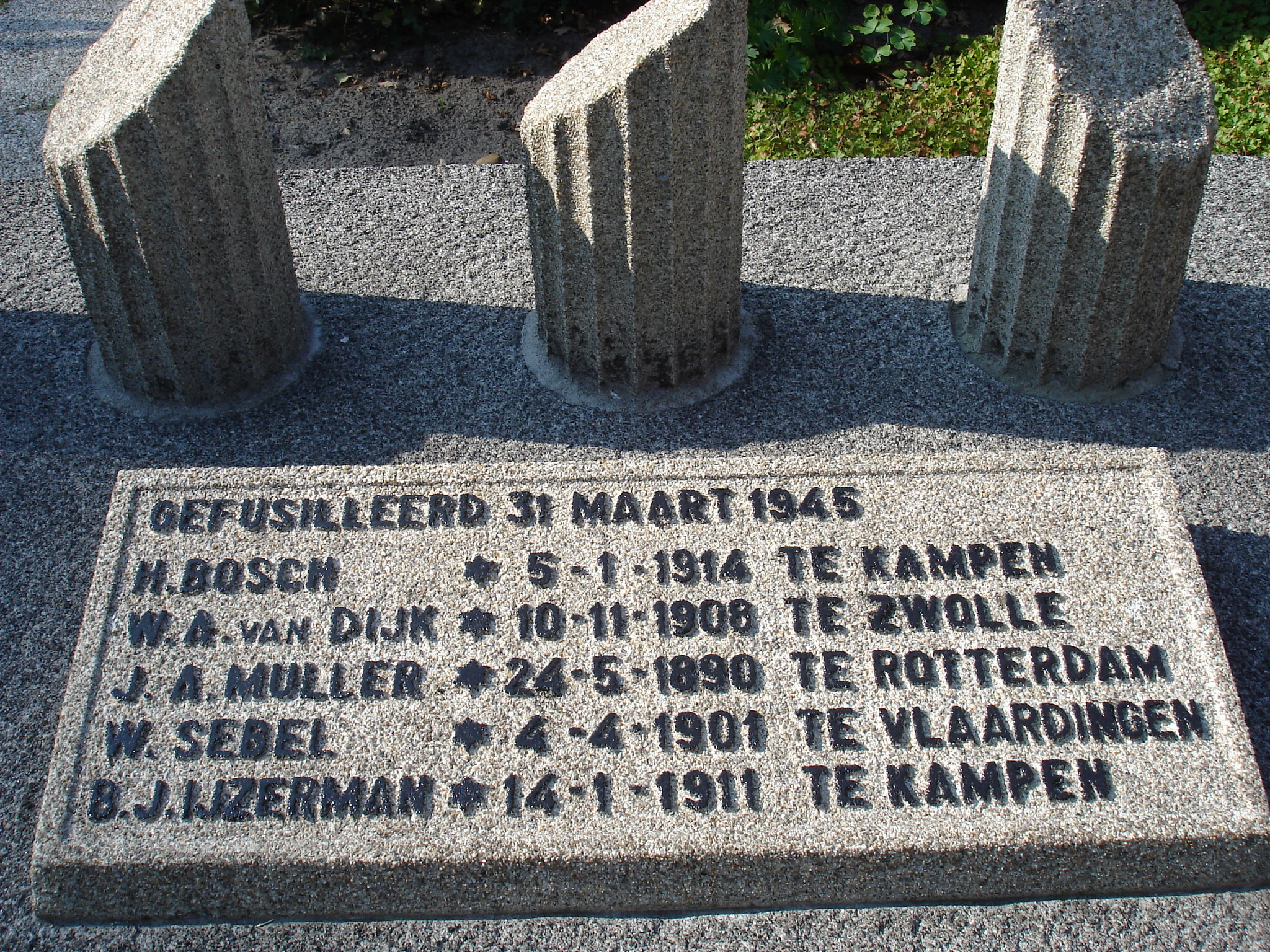
De gedenkplaat.

Aan de Meppelerstraatweg is in de buurt van de plek waar de executie plaatsvond een monument opgericht, waarop een gedenksteen ligt met de namen van de vijf slachtoffers. IJzerman is na de Tweede Wereldoorlog onderscheiden met het Verzetsherdenkingskruis.